# Sarah Secher Ernst
Sarah Secher Ernst (født 8. oktober 1975) er en dansk skuespiller.
Secher Ernst er uddannet fra Dell'Arte School of Physical Theatre i 1997 og fra Statens Teaterskole i 2002.

## Filmografi
- Lad de små børn (2004)
- Store planer (2005)